# 우아신기슈현

우아신기슈현

우아신기슈현(Uasin Gishu County)은 케냐를 구성하는 47개 현 가운데 하나로 현도는 엘도레트이며 면적은 2,955.3km2, 인구는 894,179명(2009년 기준)이다. 2013년에 실시된 행정 구역 개편에 따라 리프트밸리주에서 분리되어 신설되었다. 북쪽으로는 트랜스은조이아현, 동쪽으로는 엘게요마라퀘트현, 남서쪽으로는 난디현, 서쪽으로는 카카메가현, 북서쪽으로는 붕고마현과 접한다.

## 인구
| 연도    | 인구      | ±%     |
| ------- | --------- | ------ |
| 1979    | 300,766   | —      |
| 1989    | 445,530   | +48.1% |
| 1999    | 622,705   | +39.8% |
| 2009    | 894,179   | +43.6% |
| 2019    | 1,163,186 | +30.1% |
| source: |           |        |